# Periodisme mòbil

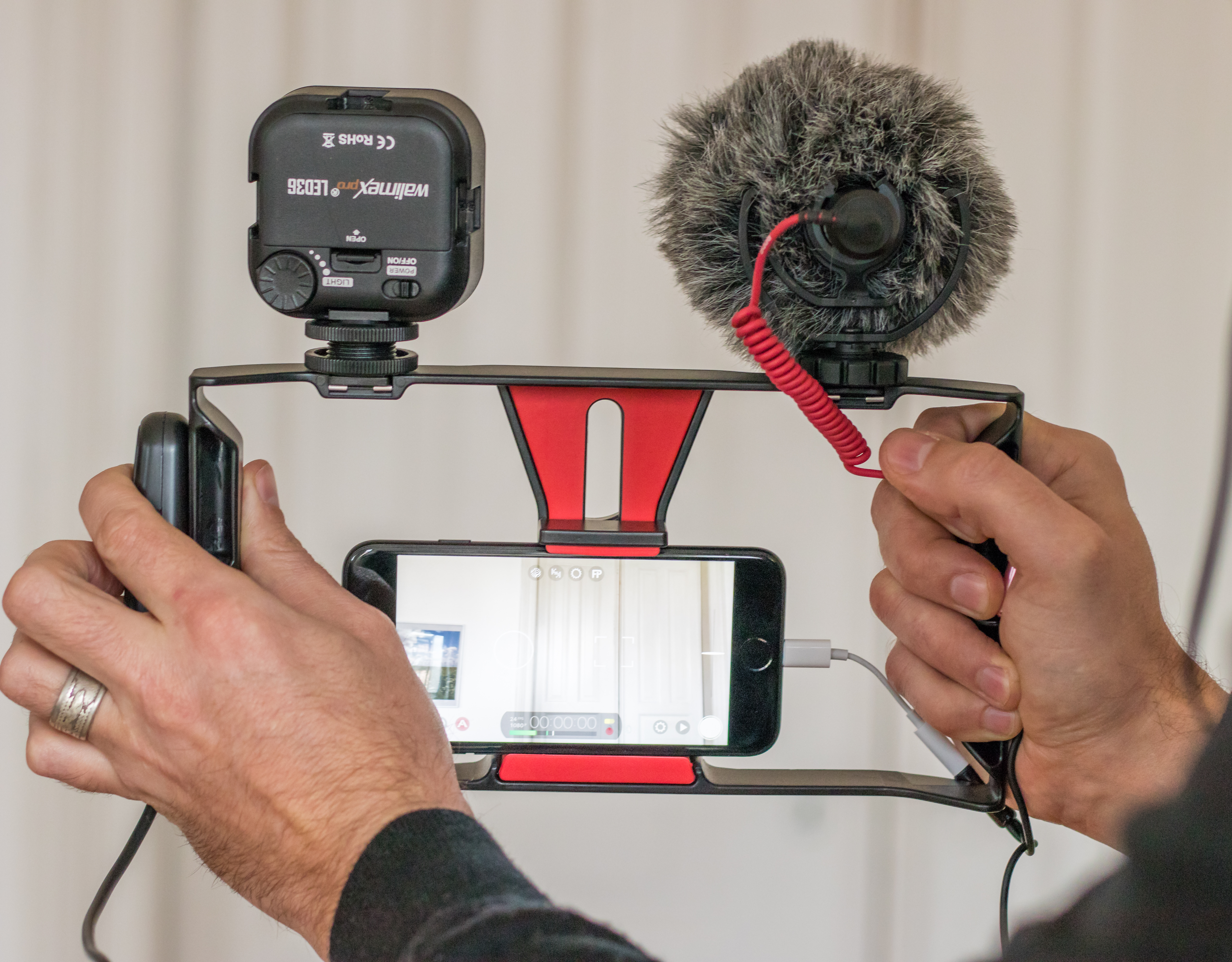
Periodisme mòbil

El periodisme mòbil o MOJO (de l'anglès, MObile JOurnalism) consisteix a utilitzar la telefonia mòbil per filmar, produir, editar i distribuir històries pels mitjans de comunicació. Les notícies solen publicar-se en edicions en línia, xarxes socials com YouTube, portals web o diaris.
Aquest enfocament de la informació permet a la persona periodista ser àgil, informar de notícies en temps real i compartir els informes a les redaccions o directament amb el públic. Per això sovint respon a la presentació i informació de notícies d'última hora i situacions de crisi.
Els primers adoptants del periodisme mòbil han estat periodistes acostumats a informar, produir, editar, escriure i transmetre informes multimèdia sense un equip de producció. El primer post des d'un telèfon mòbil es va fer l'any 1995 per Steve Mann. El terme s'utilitza per primer cop l'any 2005, a Fort Myers News-Press i posteriorment guanya popularitat en la cadena de diaris de Gannett als Estats Units.

## La figura del periodista mòbil
Avui en dia qualsevol persona pot capturar informació a través d'un mòbil, però aquest fet no el converteix de manera automàtica en un periodista. El que sovint s'anomenen “notícies generades per l'usuari” o periodisme ciutadà és el resultat de la revolució del telèfon mòbil. La gent sempre ha estat al voltant d'esdeveniments rellevants, però només ara tenen els mitjans per informar-los a mà.
Considerem com a periodisme ciutadà, l'aportació que el ciutadà pot fer dins del periodisme i el seu desenvolupament informatiu, alternatives que complementen i protagonitzen el desenvolupament de la informació. En el periodisme mòbil, en canvi, és el periodista professional qui emet els continguts, investiga els temes d'interès públic, contrasta i analitza la informació.

## Material
Els reporters necessiten un trípode, un telèfon mòbil, llum, un cable pel micròfon, un micròfon professional, cobertes impermeables per la pluja i pesos per a subjectar el trípode quan fa vent.

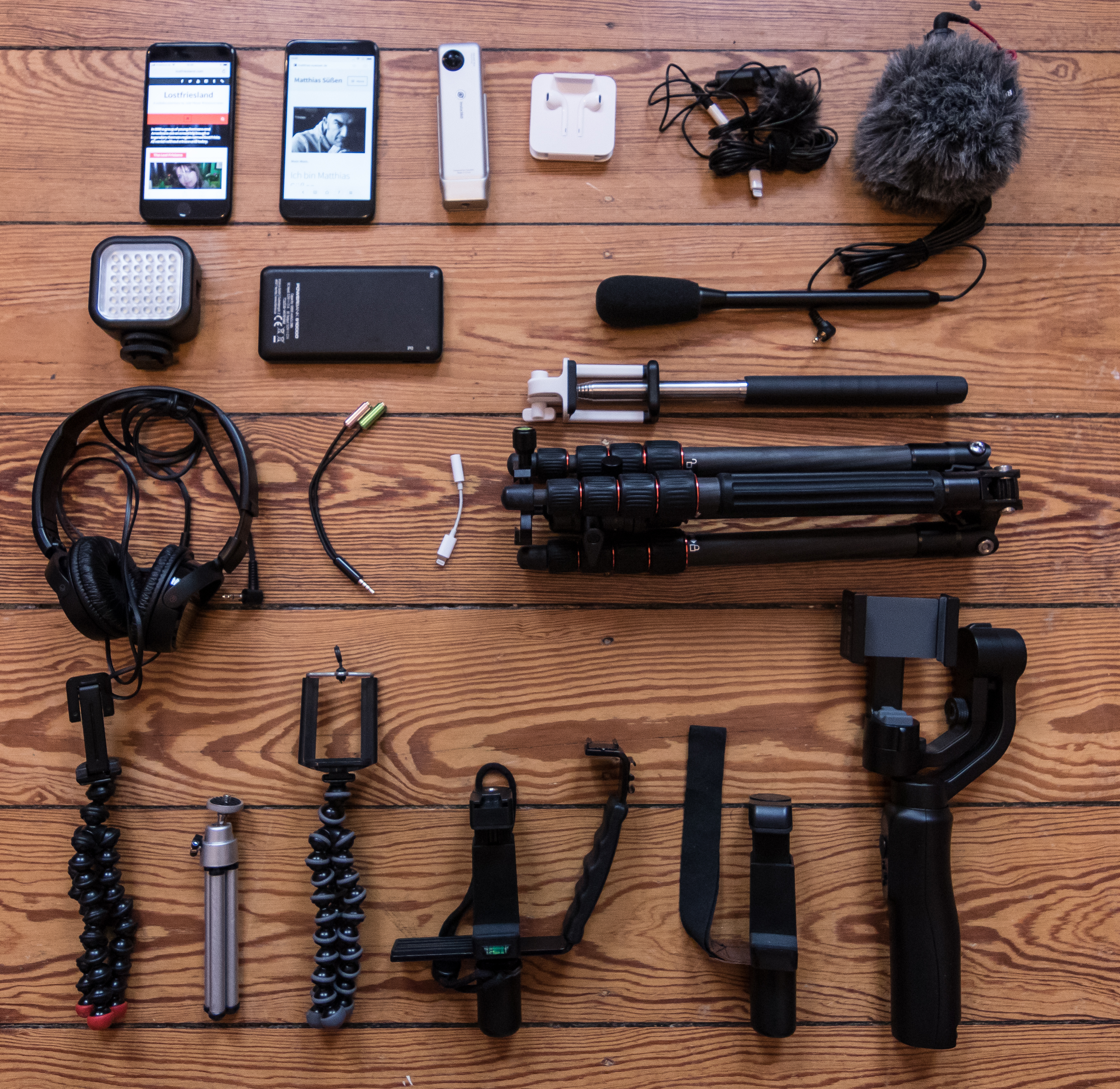
Material periodisme mòbil

### Estabilitat
- Trípode: l'ús del trípode garanteix un vídeo més estable i fotografies més nítides. Hi ha periodistes que utilitzen monòpodes, que els dona la mateixa estabilitat que un trípode i són considerablement menys pesats i voluminosos.
- Estabilitzadors: permeten suavitzar les vibracions indesitjades que es produeixen quan ens movem. El més popular és el Gimbal, una perxa que ens permet subjectar el telèfon, un micròfon i fins i tot una llum per mentre filmem. La perxa pot anar connectada a un trípode o es pot portar a mà. Les marques més populars inclouen Beastgrip, DreamGrip i Helium.

### Àudio
- Micròfons de pinça: són ideals per gravar entrevistes en zones sorolloses. El micròfon s'adjunta a la roba de l'entrevistat i a l'altre extrem s'adapta al telèfon. Els micròfons més utilitzats són el Rode Smartlav i el Boya BY-M1.
- Micròfons de doble capçal: una alternativa a l'ús de dos micròfons de clip, per si hi ha més d'un entrevistat. Aquests micròfons registren dues fonts d'àudio en un únic fitxer, de manera que no es puguin barrejar després. TONOR o Comica CVM.
- Mescladors d'àudio: permeten controlar el nivell de gravació de cada micròfon de forma independent. Hi ha mescladors d'àudio per a telèfons mòbils com Saramonic SmartMixer o el Roland GoMixer.
- Cables d'extensió: per rodar des d'una distància superior a un metre.
- Micròfons de mà: els micròfons de mà són ideals per gravar entrevistes, i per gravar "so natural". A un extrem es connecta al telèfon intel·ligent i a l'altre s'adjunta el micròfon que mantenim a la mà. Les marques més populars són Rode, iRig, Sennheiser i Apogee.
- Gravació sense fil: per gravar a una distància significativa existeixen micròfons per a telèfons sense cables. L'entrevistat porta un micròfon connectat a un transmissor i el receptor està connectat al telèfon. Les opcions més populars són el Rode NewsShooter o el Samson Go Mic Mobile.

### Il·luminació
- Llums artificials: Les marques més populars són Lume Cube, Manfrotto, iBlazr, Godox i Genaray.

### Accessoris
També hi ha disponible una àmplia gamma de teleobjectius, i macro-lents externes per a telèfons intel·ligents de fabricants com Olloclip, Exolens, Moment i Moondog.

## Avantatges i reptes

### Avantatges
- Rapidesa i facilitat per produir continguts
- Compartir la informació per diferents mitjans i canals
- És més pròxim i aconsegueix més interacció amb l'audiència
- Discreció, fet que ha amplificat la seva feina en llocs o ambients desfavorables com conflictes bèl·lics o manifestacions
- Permet reduir els costos i és molt més assequible
- La petita grandària dels telèfons i el seu ús quotidià fan que siguin menys intimidats pels entrevistats. Un estudi de l'institut Reuters ha trobat que les persones tenen més probabilitats d'acceptar una entrevista i obrir-se davant d'un Smartphone que davant d'una càmera de televisió
- Hi ha desenes d'aplicacions per a principiants i professionals del periodisme mòbil: StoryCheck, StoryMaker, Timby, Tag.ly o Call a Journalist.[9]

### Reptes
- No es poden enviar imatges des de zones rurals amb poca cobertura ni en llocs on hi ha saturació de línies[10]
- Es perd l'enriquiment que suposa l'intercanvi d'idees entre els membres d'una redacció.[11]

## Història del periodisme mòbil
La primera eina portàtil utilitzada pels periodistes va ser una càmera Leica de 35mm fabricada per Oskar Barnack el 1913. La Leica va donar als fotògrafs i als periodistes llibertat de moviment, que els va permetre deixar els seus equips pesants a l'estudi i sortir al carrer a capturar moments i explicar històries visuals. Tanmateix, Walkie-Lookie, va ser la primera càmera portàtil en blanc i negre que va permetre als periodistes sortir i moure’s entre la gent.
Durant la dècada dels noranta, Internet comença a acumular una enorme quantitat d'informació, i aviat es converteix en el lloc per esbrinar el que passa arreu del món. Amb l'arribada dels primers mòbils, alguns mitjans digitals activen com a forma de comunicació els '''SMS''', missatges curts de text amb els que les redaccions aprofiten per comunicar alertes informatives. A la següent dècada, amb l'arribada de la Web 2.0 s'incrementa la interacció dels usuaris, apareixen blocs i neixen les xarxes socials, però totes les notícies continuen escrivint-se des de les oficines.
L'any 2007, amb el llançament del primer iPhone, la humanitat comença a compartir el contingut d'una manera ràpida i global. Smartphones i tauletes transformen radicalment els processos de producció i distribució de continguts. Pel periodista, el canvi implica començar a adquirir noves habilitats professionals a l'hora de relacionar-se amb l'audiència.

## Alguns exemples
- El 2007, un periodista mòbil del diari Die Welt (Alemanya) va presentar un podcast i reportatges fotogràfics d'un veler que competia a la cursa transoceànica coneguda com a Ral·li atlàntic per a creuers. Va utilitzar un telèfon mòbil per satèl·lit per transmetre els informes multimèdia i el diari va publicar els informes en línia per obtenir l'exclusiva en la cobertura de l'esdeveniment.
- La periodista de l'ABC Siobhan Heanue va informar sobre els incendis forestals d'Austràlia el 2014.
- El periodista Philip Bromwell d'RTÉ va cobrir la visita papal amb el telèfon mòbil l'any 2018.
- Dougal Shaw, col·laborador digital de BBC News, va fer un experiment en el qual va filmar notícies amb un iPhone 6S Plus durant un mes.

## Aplicacions MOJO
Ivo Burum, periodista australià i antic productor executiu de l'ABC recomana les següents aplicacions.

### Aplicacions de càmera
- FilmicPro: inclou comptadors de llum, equilibri de blancs, punts de concentració i monitoratge en temps real.

### Aplicacions d'edició de vídeo
- iMovie: aplicació d'iPhone integrada que permet editar vídeo.
- Luma Fusion: eina que ofereix instal·lacions d'edició per a tres pistes de vídeo i cinc d'àudio. Funcions d'edició ancorades com eines de títol de capes, funció de correcció de color i l'oportunitat d'inserir i sobreescriure en edició.
- Kinemaster: aplicació que inclou gairebé totes les funcions de l'aplicació anterior a més de la clau de color o croma, desenfocament, eines de titulació molt més fàcils, manipulació d'àudio i altres eines professionals.

### Aplicacions de so
- Ferrita: permet enregistrar àudios en diferents formats i compartir-los.
- Rode Record: permet treballar amb llindars i marcadors de compressió i ofereix una selecció de diferents velocitats de reproducció.